# やがて来たる者へ
『やがて来たる者へ』（やがてきたるものへ、原題：L'uomo che verrà）は、2009年10月16日にローマ国際映画祭会場より初公開されたイタリア制作のレイティングPG-12指定映画。イタリアでは2010年1月22日に公開されている。1940年代のイタリアを舞台にして、第二次世界大戦の末期に起きた歴史的事件を描く物語。
日本では2011年10月22日より岩波ホールにて全国順次劇場公開された。また、2012年3月30日にSoftgarageよりDVD（JDXB-27060）が発売されている。文法的には『やがて来（く）る者へ』が正しいと思われる。

## キャスト
括弧内は日本語吹替（DVD未収録）
- ベニャミーナ - アルバ・ロルヴァケル（林あゆり）
- レナ - マヤ・サンサ（桜井春香）
- アルマンド - クラウディオ・カサディオ（近衛頼忠）
- マルティーナ - グレタ・ズッケーリ・モンタナーリ（幸野央枝）
- ブガメッリ - ステファノ・ビコッキ（森川直樹）
- ブガメッリ夫人 - エレオノーラ・マッツォーニ

## スタッフ
- 監督・原案：ジョルジョ・ディリッティ
- 製作：ジョルジョ・ディリッティ、シモーネ・バキーニ
- 脚本：ジョルジョ・ディリッティ、ジョヴァンニ・ガラヴォッティ、タニア・ペドローニ
- 撮影：ロベルト・チマッティ
- 美術：ジャンカルロ・バジーリ
- 編集：ジョルジョ・ディリッティ、パオロ・マルゾーニ
- 音楽：マルコ・ビスカリーニ、ダニエレ・フルラーティ
- 衣裝：リア・フランチェスカ・モランディーニ

## 受賞ほか
- 2009年、ローマ国際映画祭（審査員賞、觀客賞）
- 2010年、イタリア・アカデミー賞16部門ノミネート - 主要3部門受賞（作品賞、プロデューサー賞、サウンド編集賞）
- 各国映画祭29部門受賞